# Kwupahag
Kwupahag (K8apahag, Kwapahag),  ime za pleme američkih Indijanaca iz grupe Istočnih Abenaka, koje se spominje u jednom pismu iz 1721. upućenom guverneru Nove Engleske, za koje se kaže da pripadaju konfederaciji Abenaki.
Joseph-Anselme Maurault uz njih kao članove konfederacije spominje i plemena Narantsouuk (Norridgewock), Anmissoukanti (Amaseconti), Medoktek (Medoctec), Arsikantegou (Arosaguntacook), Pentugouet (Penobscot), Muanbissek, Ouanwinak (Wewenoc), Narakamigou (Rocameca), Pegouakki (Pequawket) i Pesmokanti (Passamaquoddy). Pod ovim se imenom kasnije u povijesti više ne spominju, niti se daje njihova točna lokacija.

## Vanjske poveznice
- Lee Sultzman, Abenaki History  Arhivirana inačica izvorne stranice od 11. travnja 2010. (Wayback Machine)